# Georgia Turf-Demunter
Georgia Turf-Demunter (Oosterzele, 24 oktober 1920 - Merelbeke, 10 oktober 2010) was een Belgisch senator. 

## Levensloop
Demunter was lid van de Belgische Senaat voor het arrondissement Gent-Eeklo: van 1973 tot 1974 als opvolgster van de overleden Théo Lefèvre en van 1977 tot 1981: als opvolgster van Placide De Paepe, die burgemeester van Gent werd.
In de periodes oktober 1973-maart 1974 en februari 1977-oktober 1980 zetelde ze als gevolg van het toen bestaande dubbelmandaat ook in de Cultuurraad voor de Nederlandse Cultuurgemeenschap, die op 7 december 1971 werd geïnstalleerd. Vanaf 21 oktober 1980 tot november 1981 was ze tevens korte tijd lid van de Vlaamse Raad, de opvolger van de Cultuurraad en de voorloper van het huidige Vlaams Parlement.
Zij was ook actief binnen de KAV, organisatie die werkt onder de koepel van het ACW. Binnen die organisatie was zij voorzitster van de plaatselijke afdelingen in Melle en Merelbeke alsook van de arrondissementen Gent-Eeklo.